# Neder-Lausitzs voetbalkampioenschap 1919/20
In 1919/20 werd het twaalfde Neder-Lausitzs voetbalkampioenschap gespeeld, dat georganiseerd werd door de Zuidoost-Duitse voetbalbond. Het was het eerste kampioenschap na de Eerste Wereldoorlog. 
Viktoria Forst werd kampioen en plaatste zich voor de Zuidoost-Duitse eindronde. Als titelverdediger was ook Askania geplaatst. Askania won van Saganer SV en verloor van de Breslauer Sportfreunde. Viktoria won van ATV Liegnitz en de Breslauer Sportfreunde. Hierdoor plaatste de club zich ook voor de eindronde om de Duitse landstitel en werd in de eerste ronde uitgeschakeld door Berliner BC 03. Viktoria was de eerste club uit Zuidoost-Duitsland die een wedstrijd kon winnen
Na de oorlog hadden er ook enkele naamswijzigingen plaatsgevonden
- TuFC Britannia Cottbus → Cottbuser FV 1898
- FC Hohenzollern 1901 Forst → VfB 1901 Forst
- Cottbuser SC was een fusieclub van SC Alemannia 1896 en Hockey Club Cottbus.

## Bezirksliga
| Plaats | Club                        | Wed. | W | G | V | Saldo | Ptn  |
| ------ | --------------------------- | ---- | - | - | - | ----- | ---- |
| 1.     | FC Viktoria Forst           | 7    | 6 | 0 | 1 | 27:8  | 12:2 |
| 2.     | FC Amicitia 1900 Forst      | 4    | 3 | 0 | 1 | 14:8  | 6:2  |
| 3.     | FV Brandenburg 1899 Cottbus | 5    | 3 | 0 | 2 | 8:7   | 6:4  |
| 4.     | Cottbuser FV 1898           | 2    | 1 | 1 | 0 | 2:1   | 3:1  |
| 5.     | SC Viktoria 1897 Cottbus    | 3    | 1 | 1 | 1 | 2:7   | 3:3  |
| 6.     | FC Deutschland 1901 Forst   | 4    | 1 | 0 | 3 | 3:5   | 2:6  |
| 7.     | VfB 1901 Forst              | 4    | 1 | 0 | 3 | 6:12  | 2:6  |
| 8.     | Cottbuser SC 1896           | 0    | 0 | 0 | 0 | 0:0   | 0:0  |
| 9.     | SC Union 05 Cottbus         | 2    | 0 | 0 | 2 | 2:12  | 0:4  |
| 10.    | FC Askania Forst            | 3    | 0 | 0 | 3 | 0:4   | 0:6  |

|  | Kampioen                                                     |
|  | Geplaatst voor Zuidoost-Duitse eindronde als titelverdediger |